# Zaklinacz deszczu (album)
Zaklinacz deszczu – piąty solowy album studyjny polskiego rapera DonGURALesko. Wydawnictwo ukazało się 26 listopada 2011 roku nakładem wytwórni muzycznej Szpadyzor Records. Album został wydany także w wersji rozszerzonej wraz z dołączoną płytą DVD. Na nośniku znalazł się film dokumentalny zatytułowany "Zaklinacz deszczu". Obraz został poświęcony raperowi i procesowi realizacji płyty. Nagrania zostały zarejestrowane w MM Studio Poznań i Studio Btony. Partie wokalne zrealizował inżynier dźwięku Przemysław Ślużyński. Z kolei miksowanie i mastering wykonał Arkadiusz Namysłowski. Oprawę graficzną przygotował Łukasz Koniecko, natomiast zdjęcia wykonał Filip Wendland. Na płycie gościnnie wystąpili: Miodu, Kasta, VNM, Wdowa, Brahu, Fokus, Pih, Rafi, Shellerini, RY23, Koni oraz Qlop.

## Lista utworów
Opracowano na podstawie materiału źródłowego.
1. "Zaklinacz deszczu" (muz. Matheo) - 2:10
2. "Brudna introdukcja" (muz. Donatan, scratche: DJ Show) - 3:56
3. "Polski Wallstreet" (muz. Matheo) - 3:14
4. "Mikrokosmos" gościnnie: Miodu (muz. Vixen) - 4:41
5. "Świeci luna" (muz. Matheo, scratche: DJ Kostek) - 4:46
6. "Wschód zachód północ południe" (muz. Donatan) - 3:23
7. "Wszystko jest stanem umysłu" (muz. Matheo) - 3:50
8. "Szpadymelodia" (muz. Matheo, scratche: DJ Show) - 4:02
9. "Dzień w którym zatrzymała się ziemia" (muz. Matheo, scratche: DJ Feel-X) - 3:00
10. "Kolor purpury" gościnnie: Kasta, VNM, Wdowa, Brahu, Fokus (muz. Matheo, scratche: DJ Hen) - 5:27
11. "Pamiętaj" (muz. Matheo, scratche: DJ Soina) - 4:10
12. "Mr. wiesz kto" gościnnie: Pih (muz. Donatan, scratche: DJ Show) - 3:04
13. "Jestem dziki" (muz. Matheo, scratche: DJ Kostek)[a] - 4:09
14. "Kolor purpury szpadyremix" gościnnie: Rafi, Shellerini, RY23, Koni, Qlop (muz. Matheo) - 4:55
15. "Te kilka aut" (muz. Donatan, scratche: DJ Hen) - 4:19
16. "Podróź na wschód" (muz. Matheo) - 4:08
17. "Outro" (muz. Matheo) - 7:42